# Augochloropsis caerulans
Augochloropsis caerulans är en biart som först beskrevs av Joseph Vachal 1903.  Augochloropsis caerulans ingår i släktet Augochloropsis och familjen vägbin. Inga underarter finns listade.